# Gran Premio Histórico
El Gran Premio Histórico de la Ciudad de México es un evento automovilístico anual que se celebra en el Autódromo Hermanos Rodríguez, en la Ciudad de México. Reúne automóviles deportivos de colección y de alto desempeño en exhibición estática y competencias en pista.

## Historia

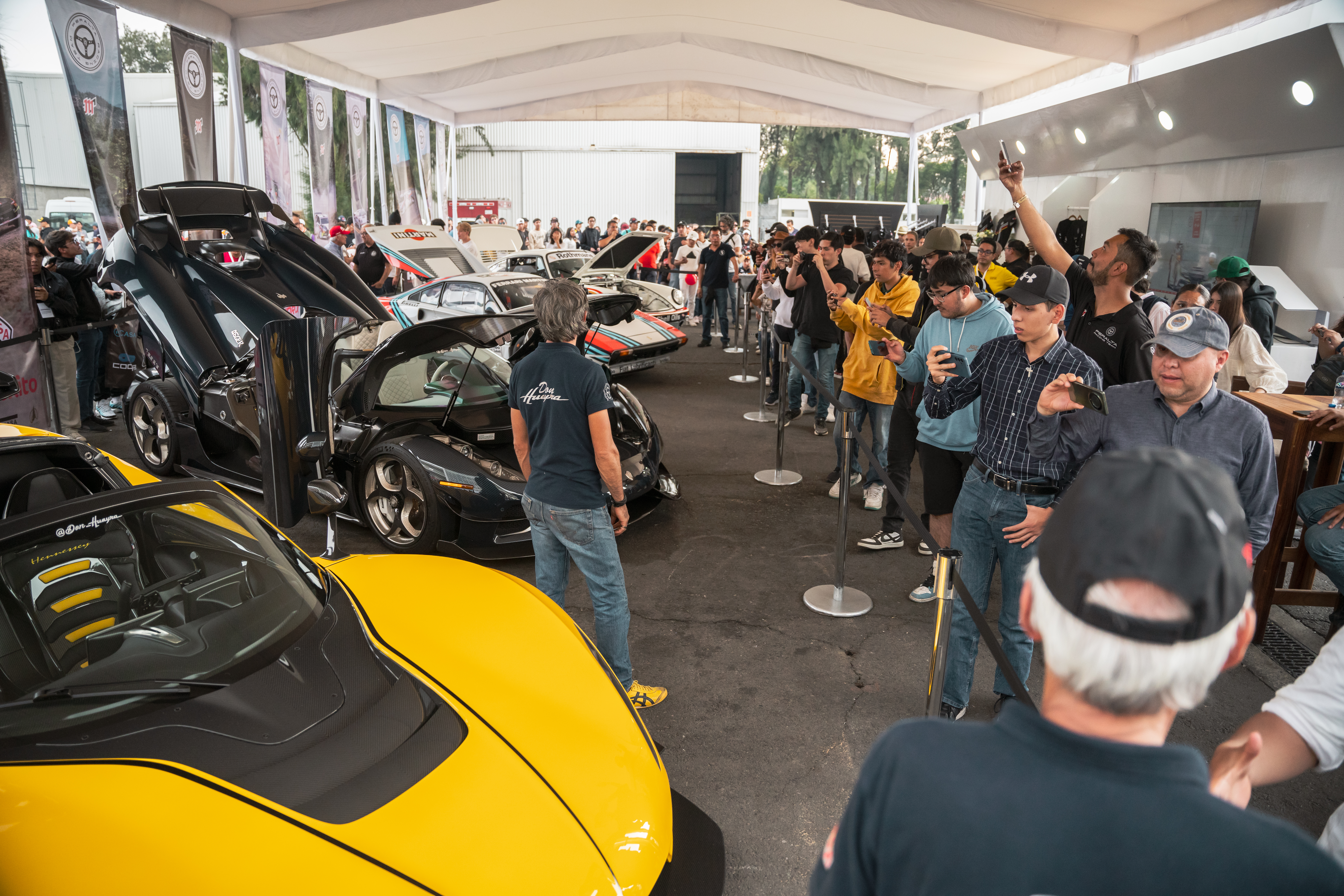
Hiperautos y clásicos en el Gran Premio Histórico 2024.

El Gran Premio Histórico de la Ciudad de México nació en 2012, inspirado en competencias internacionales de autos clásicos, como Goodwood Revival y Le Mans Classic. Su propósito ha sido recrear el formato de competencias clásicas en el histórico Autódromo Hermanos Rodríguez, combinando exhibición estática y dinámica de vehículos participantes en gran variedad de categorías.
Para su quinta edición (20 de octubre de 2012), el Autódromo homenajeó los 50 años del primer Gran Premio de México, incluyendo la presencia de personalidades del automovilismo nacional y vehículos celebrados como parte del serial original de Fórmula 1.
En julio de 2022, en su décima edición, se reunieron aproximadamente 300 autos en ocho carreras separadas por categorías. Destacaron la participación de vehículos históricos, como un monoplaza de F1 de 1987, junto a unidades modernas de alto desempeño.
La XII edición (3 de noviembre de 2024) ofreció más de 300 vehículos, incluyó un recorrido por varias eras del automovilismo, así como una experiencia abierta al público para interactuar con coches desde principios del siglo XX hasta hiperautos modernos.

## Formato y actividades

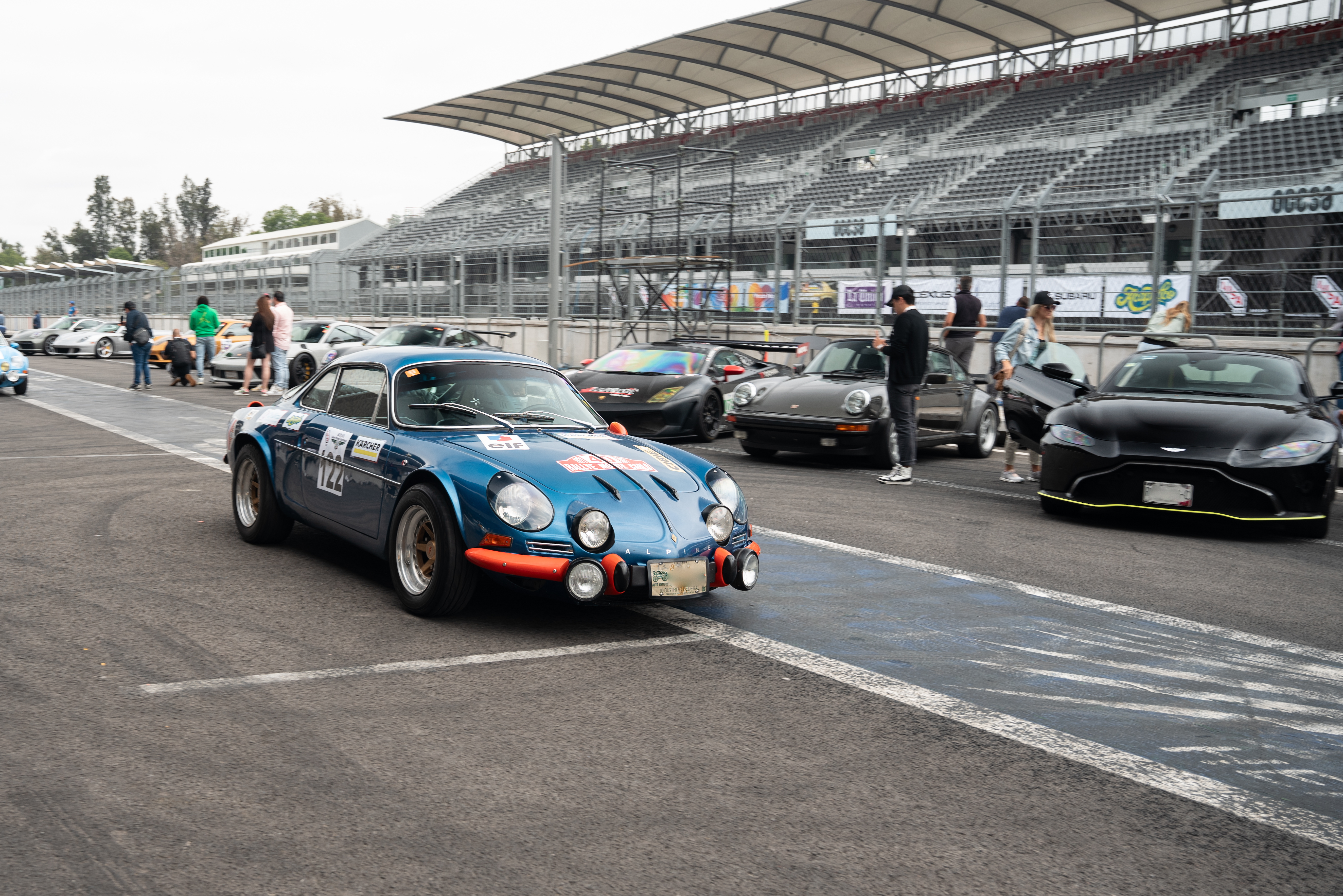
Gran Premio Histórico - 2024

- Exhibición estática y competencias en pista: participan aproximadamente 300–400 automóviles de colección y deportivos de alto desempeño.
- Programa dinámico: incluye reconocimiento de modelos históricos participantes de grandes seriales internacionales.
- Homenajes: a marcas y modelos emblemáticos, así como a personalidades del automovilismo.
- Áreas para asistentes: zona de paddock abierta al público, suites corporativas, gradas y espacios comerciales.

## Lugar
El Autódromo Hermanos Rodríguez, inaugurado en 1959, es el escenario principal del evento. El recinto ha sido sede de carreras históricas como la Fórmula 1 (1962–1970, 1986–1992, 2015–presente), y alberga una vasta infraestructura para exposiciones y competencias.

## Reglamento y elegibilidad
El Gran Premio Histórico de la Ciudad de México cuenta con un reglamento que establece criterios detallados para la participación de vehículos y conductores, garantizando la seguridad y el espíritu recreativo del evento.
Elegibilidad de vehículos
- Antigüedad mínima: Los automóviles deben haber sido fabricados hasta el 31 de diciembre de 1994 para participar en las pruebas dinámicas, o bien hasta esa fecha para la exhibición estática. En casos excepcionales, se aceptan modelos más recientes si tienen un diseño o historial significativo.

- Condición original: Se requiere que los vehículos se encuentren en excelentes condiciones mecánicas y estéticas, manteniendo elementos como suspensión, rines, llantas y motor de acuerdo con sus especificaciones originales o del periodo en que fueron fabricados.

- Prohibición de modificaciones: No se permiten modificaciones que alteren la estética o las características originales del vehículo; solo se aceptan adaptaciones coherentes con su época de producción.

- Inscripción por invitación: Los automóviles modernos o deportivos especiales pueden participar en categorías dinámicas solo por invitación directa del comité organizador.

Requisitos para conductores
- Licencia deportiva vigente: Los conductores deben contar con licencia emitida por la Federación Mexicana de Automovilismo Deportivo (FEMADAC) para eventos avalados por la Comisión Nacional Vintage.

- Experiencia acreditada: Para las pruebas dinámicas, los pilotos deben demostrar experiencia previa y pueden necesitar aval de un club afiliado o del comité organizador.

- Junta y seguridad: Es obligatorio asistir a la junta de pilotos, donde se repasan recomendaciones de seguridad, códigos de comportamiento y señales de bandera.

Normas de conducción y conducta
- Velocidad en paddock: En zonas de pits y paddock se debe transitar a no más de 10 km/h por seguridad.

- Equipo de seguridad obligatorio: Los conductores deben usar casco certificado (DOT 2015 o superior), cinturón de seguridad y sujetar correctamente baterías y extintores en pista.

- Bandera y señales: El evento se señala mediante un sistema de banderas para indicar condiciones en pista como entrada, salida y advertencias, que los conductores deben obedecer.

- Prohibición de alcohol y manejo agresivo: El consumo de alcohol está prohibido en todo momento; se realizan controles aleatorios. Se busca un comportamiento de respeto y camaradería en pista, sin maniobras peligrosas ni declaraciones incidentales.

- Sanciones y exclusión: El comité organizador y los comisarios deportivos –avalados por FEMADAC– tienen autoridad para aplicar sanciones, advertencias o exclusiones inmediatas por infringir el reglamento